# تحصیل بهیره
تحصیل بهیره (به انگلیسی: Bhera) یک شهر در پاکستان است که در پنجاب واقع شده‌است.